# グルマン
『グルマン』とは格付けを兼ねた日本のフランス料理店ガイドブックで、日本版『ミシュラン』と言えるものである。1984年、料理記者・見田盛夫（みたもりお）と山本益博によって共著の第1巻が発売された。見田自身や山本益博や匿名の調査員が実際に店を回り、料理店を紹介するとともに無印から、一つ星、二つ星、三ツ星までの4段階評価で格付けする。この編集部と坂井宏行とは因縁があることも業界で知られる。
現在は、廃刊。
なお、グルマンとはフランス語のグルメに対応する形容詞で、「大食漢の」を意味する。